# 肥後長濱車站
肥後長濱車站（日语：／ Higo-nagahama eki */?）是日本九州旅客鐵道三角線的其中一個火車站，位於熊本縣宇土市西長濱町二丁目。

## 歷史
- 1931年（昭和6年）7月17日：鐵道省在此設立肥後長濱臨時停車站。[1]
- 1939年（昭和14年）1月1日：升格為肥後長濱站。
- 1952年（昭和27年）1月10日：開始小型包裹業務。（但不代理包裹業務，只負責運送）[2]
- 1973年（昭和48年）9月20日：停止小型包裹業務，同時成為無人站[3]
- 1987年（昭和62年）4月1日 - 因為國鐵分割民營化，本站由JR九州繼承。

## 車站結構
側式月台1面1線的地面車站。本站並沒有車站大廳，只有簡易的候車室。

## 相鄰車站
九州旅客鐵道
天草三角線（三角線）
住吉－肥後長濱－網田

## 外部連結
- JR九州 – 肥後長濱車站 （页面存档备份，存于）（日語）

32°41′26″N 130°33′36″E / 32.69045°N 130.559975°E